# A Praça da Concórdia, Paris
A Praça da Concórdia, Paris (em francês La Place de la Concorde, Paris) é uma das mais famosas litografias do pintor surrealista russo Marc Chagall. A colorida composição foi concebida pelo autor em 1960.
Em primeiro plano na obra encontra-se o famoso obelisco que o governo egípcio ofereceu à França. Atrás do obelisco podem observar-se os edifícios neoclássicos, que constituem o segundo plano, e o grande sol laranja que, pendurado num céu crepuscular de cor rosa, coroa toda a tela.